# Pallacanestro maschile ai II Giochi panamericani
Il Campionato maschile di pallacanestro ai II Giochi panamericani si è svolto dal 13 marzo al 24 marzo 1955 a Città del Messico, in Messico, durante i II Giochi panamericani. La vittoria finale è andata alla nazionale statunitense.

## Squadre partecipanti
- Argentina
- Brasile
- Cuba
- Messico
- Stati Uniti
- Venezuela

## Girone unico
| Squadra     | G | V | P | PF  | PS  | DP   |
| ----------- | - | - | - | --- | --- | ---- |
| Stati Uniti | 5 | 4 | 1 | 372 | 243 | +129 |
| Argentina   | 5 | 4 | 1 | 327 | 267 | +60  |
| Brasile     | 5 | 4 | 1 | 356 | 307 | +49  |
| Messico     | 5 | 2 | 3 | 360 | 351 | +9   |
| Cuba        | 5 | 1 | 4 | 335 | 403 | -68  |
| Venezuela   | 5 | 0 | 5 | 230 | 409 | -179 |

## Risultati
| Città del Messico 13 marzo 1955, ore 21:00 | Argentina | 72 – 39 (40-14) | Venezuela |  |

| Città del Messico 14 marzo 1955, ore 21:00 | Messico | 89 – 74 (40-29) | Cuba |  |

| Città del Messico 15 marzo 1955, ore 21:30 | Stati Uniti | 78 – 49 (30-27) | Brasile |  |
| \| \| \| \| \| Kelley 14 \| Punti \| \|    |             |                 |         |  |
|                                            |             |                 |         |  |
| Kelley 14                                  | Punti       |                 |         |  |

| Città del Messico 16 marzo 1955, ore 18:00 | Cuba | 86 – 69 | Venezuela |  |

| Città del Messico 16 marzo 1955, ore 22:30 | Argentina | 78 – 64 (40-14) | Messico |  |

| Città del Messico 17 marzo 1955, ore 19:30 | Brasile | 86 – 44 (35-20) | Venezuela |  |

| Città del Messico 17 marzo 1955, ore 22:30 | Argentina | 54 – 53 (29-23) | Stati Uniti |  |
| \| \| \| \| \| \| Punti \| 19 Byrd \|      |           |                 |             |  |
|                                            |           |                 |             |  |
|                                            | Punti     | 19 Byrd         |             |  |

| Città del Messico 18 marzo 1955, ore 18:00 | Brasile | 95 – 69 (47-31) | Cuba |  |

| Città del Messico 18 marzo 1955, ore 22:30 | Stati Uniti | 85 – 55 | Messico |  |
| \| \| \| \| \| Kenney 17 \| Punti \| \|    |             |         |         |  |
|                                            |             |         |         |  |
| Kenney 17                                  | Punti       |         |         |  |

| Città del Messico 19 marzo 1955, ore 18:30 | Messico | 93 – 49 (34-22) | Venezuela |  |

| Città del Messico 20 marzo 1955, ore 22:30 | Brasile | 61 – 57 | Argentina |  |

| Città del Messico 21 marzo 1955, ore 22:30 | Stati Uniti | 84 – 56 | Cuba |  |
| \| \| \| \| \| Williams 24 \| Punti \| \|  |             |         |      |  |
|                                            |             |         |      |  |
| Williams 24                                | Punti       |         |      |  |

| Città del Messico 22 marzo 1955, ore 22:30 | Brasile | 65 – 59 | Messico |  |

| Città del Messico 23 marzo 1955, ore 21:00 | Stati Uniti | 72 – 29 | Venezuela |  |
| \| \| \| \| \| Williams 16 \| Punti \| \|  |             |         |           |  |
|                                            |             |         |           |  |
| Williams 16                                | Punti       |         |           |  |

| Città del Messico 24 marzo 1955 | Argentina | 66 – 50 (29-16) | Cuba |  |

## Classifica finale
| Pos. | Squadra     | Formazione |
| ---- | ----------- | --- |
|      | Stati Uniti | Stati Uniti3 Kenney, 4 Faulkner, 5 Leslie, 6 Williams, 7 LeBuhn, 8 Rundell, 9 Poole, 10 Wilfong, 11 Byrd, 12 Kelley, 13 Hoverder, 14 Olson, 15 Silas, 16 Paxson, All. Norm Pilgrim                            |
|      | Argentina   | Argentina3 Furlong, 4 Parizzia, 5 Barea, 6 Lezcano, 7 Gazsó, 8 López, 9 Viau, 10 Fernández, 11 González, 12 Pagliari, 13 Colombo, 14 Lubnicki, 15 Uder, 16 Peralta, All. Casimiro González, Francisco del Río |
|      | Brasile     | Brasile3 Algodão, 4 Pecente, 5 Wlamir, 6 Willi, 7 Almir, 8 Wilson, 9 Moacyr Penha, 10 Carlos Marino, 11 Edson Bispo, 12 Mayr, 13 Leonardo, 14 Amaury, All. José Simões Henriques                              |
| 4.   | Messico     | Messico3 Gudiño, 4 Nahúm, 5 Saldivar, 6 Tamayo, 7 Meneses, 8 Orozco, 9 Guerrero, 10 Almanza, 11 Chavira, 12 A. Herrera, 13 Castañón, 14 Obregón, 15 Cuevas, 16 C. Herrera, All. Antonio Delgado               |
| 5.   | Cuba        | Cuba4 de las Pozas, 5 Labrador, 6 Aguilera, 7 García, 9 Estol, 10 Fernández, 11 Hernández, 12 Reyes, 13 Ibarra, 14 Camejo, 15 Gordon, 16 Hung, All. -                                                         |
| 6.   | Venezuela   | Venezuela3 Navarro, 4 Silva, 5 Romero, 6 Ostos, 7 Johnson, 8 Fortoul, 9 Ledezma, 11 Uzcátegui, 12 Landaeta, 13 Villalobos, 14 J. Jiménez, 15 A. Jiménez, All. -                                               |